# Alphabet ukrainien
L'alphabet ukrainien (en ukrainien : Українська азбука, Oukraïns’ka azbouka ou абетка, abetka) est l'alphabet utilisé pour écrire la langue ukrainienne. C’est une variante de l’alphabet cyrillique créé à la fin du premier millénaire.

## Alphabet ukrainien
L’alphabet ukrainien, qui est bicaméral, comprend les lettres suivantes :
| Majuscules : | А | Б | В | Г | Ґ | Д | Е | Є | Ж | З | И | І | Ї | Й | К | Л | М | Н | О | П | Р | С | Т | У | Ф | Х | Ц | Ч |  | Ш | Щ | Ь | Ю | Я |  |
| Minuscules : | а | б | в | г | ґ | д | е | є | ж | з | и | і | ї | й | к | л | м | н | о | п | р | с | т | у | ф | х | ц | ч |  | ш | щ | ь | ю | я |  |

## Langue
L’ukrainien est parfois transcrit avec l’alphabet latin – c’est ce qui s’appelle la romanisation – pour en faciliter la lecture aux personnes ne sachant pas lire l’alphabet cyrillique.
Si l’on applique la norme ISO 9, la translittération est partagée avec celles des autres langues écrites avec l’alphabet cyrillique. Cette méthode différencie la lettre ‹ i › ukrainienne (identique à celle de l’alphabet latin) et la lettre ‹ и › en les translittérant respectivement ‹ ì › et ‹ i ›.
Dans certaines transcriptions, le ‹ i › et le ‹ и › sont transcrits tous deux par la lettre ‹ i ›, ou ‹ и › est transcrit par ‹ y ›.
Or, le ‹ y › est également utilisé pour transcrire la palatalisation (‹ ya, yu ›, etc.) et, dans ce cas, se prononce comme la semi-consonne [j]. Le ‹ j › étant, en français, une autre consonne, il peut être difficilement utilisé dans ce cas. Ainsi, le ‹ y › sert à transcrire deux lettres différentes de l'alphabet ukrainien et rend la transcription difficile. C'est pourquoi, il est conseillé, dans une graphie francophone, de transcrire la mouillure par ‹ -ia, -iou › (et non ‹ -ya, -yu ›, etc.) et la lettre ‹ и › par ‹ y ›.[réf. nécessaire]

## Nom des lettres et prononciation
| Majuscule | Minuscule | Nom                        | API      | X-SAMPA       | Notes                                                                            |
| --------- | --------- | -------------------------- | -------- | ------------- | -------------------------------------------------------------------------------- |
| А         | а         | а /a/                      | /a/      | /a/           | peut être réalisé /ʌ/ s'il n'est pas accentué                                    |
| Б         | б         | бе /be/                    | /b/      | /b/           |                                                                                  |
| В         | в         | ве /ve/                    | /v/, /w/ | /v/, /w/      | le /v/ et le /w/ sont allophones en ukrainien, en particulier au début d'un mot. |
| Г         | г         | ге /ɦe/                    | /ɦ/, /ɣ/ | /h\/, /G/     |                                                                                  |
| Ґ         | ґ         | ґе /ge/                    | /g/      | /g/           | rare, inutilisé en Ukraine soviétique ; il est absent de nombreux claviers.      |
| Д         | д         | де /de/                    | /d/      | /d/           |                                                                                  |
| Е         | е         | е /e/                      | /e/      | /e/           | prononcé 'é' et jamais « ié » comme en russe                                     |
| Є         | є         | є /je/                     | /je/     | /je/          |                                                                                  |
| Ж         | ж         | же /ʒe/                    | /ʒ/      | /Z/           |                                                                                  |
| З         | з         | зе /ze/                    | /z/      | /z/           |                                                                                  |
| И         | и         | и /ɪ/                      | /ɪ/      | /I/           | proche du /ɨ/ russe ou polonais, entre 'i' et 'é'.                               |
| І         | і         | і /i/                      | /i/      | /i/           |                                                                                  |
| Ї         | ї         | ї /ji/                     | /ji/     | /ji/          |                                                                                  |
| Й         | й         | й /ɪj/, йот /jot/          | /j/      | /j/           |                                                                                  |
| К         | к         | ка /kʌ/                    | /k/      | /k/           |                                                                                  |
| Л         | л         | ел /el/                    | /l/      | /l/           | Le 'L' est plus dur qu'en français.                                              |
| М         | м         | ем /em/                    | /m/      | /m/           |                                                                                  |
| Н         | н         | ен /en/                    | /n/      | /n/           |                                                                                  |
| О         | о         | о /o/                      | /o/      | /o/           |                                                                                  |
| П         | п         | пе /pe/                    | /p/      | /p/           |                                                                                  |
| Р         | р         | ер /er/                    | /r/      | /r/           | r roulé                                                                          |
| С         | с         | ес /es/                    | /s/      | /s/           |                                                                                  |
| Т         | т         | те /te/                    | /t/      | /t/           |                                                                                  |
| У         | у         | у /u/                      | /u/      | /u/           | prononcé 'ou'.                                                                   |
| Ф         | ф         | еф /ef/                    | /f/      | /f/           |                                                                                  |
| Х         | х         | ха /xʌ/                    | /x/      | /x/           | comme le c'h breton.                                                             |
| Ц         | ц         | це /t͡se/                   | /t͡s/     | /ts/          |                                                                                  |
| Ч         | ч         | че /t͡ʃe/                   | /t͡ʃ/     | /tS/          | prononcé 'tch'.                                                                  |
| Ш         | ш         | ша /ʃʌ/                    | /ʃ/      | /S/           | prononcé 'ch'.                                                                   |
| Щ         | щ         | ща /ʃt͡ʃʌ/                  | /ʃt͡ʃ/    | /StS/         | prononcé 'chtch'.                                                                |
| Ь         | ь         | м’який знак /mjʌˈkɪj znak/ | /◌ʲ/     | /◌'/ ou /◌_j/ | “signe mou”, se prononce comme un i léger                                        |
| Ю         | ю         | ю /ju/                     | /ju/     | /ju/          |                                                                                  |
| Я         | я         | я /jʌ/                     | /ja/     | /ja/          |                                                                                  |
| ’         |           | апостроф /ʌˈpostrof/       | –        | –             | “apostrophe”                                                                     |

L’alphabet ukrainien est presque toujours phonétique. Deux sons consonantiques distincts n’ont pas de lettres spécifiques et sont rendus en utilisant deux lettres combinées : дз /d͡z/, дж /d͡ʒ/. 
Certaines consonnes sont également modifiées (par la palatalisation), quand elles sont suivies par certaines voyelles. Toutes les lettres д, т, з, с, ц, л, н, дз sont adoucies par une voyelle douce (mouillée) : я, є, і, ї, й, ю.
Le signe doux n’est pas considéré comme une lettre, mais employé comme un signe diacritique, modifiant la lettre précédente. Il indique la mouillure de la consonne quand la consonne n’est pas suivie par une voyelle mouillée.
L’apostrophe indique que la consonne qui précède une voyelle n’est pas mouillée (alors qu’elle l’aurait été normalement).

## Formes des lettres et typographie
Comme dans les autres variantes de l'alphabet cyrillique, les caractères manuscrits ou cursifs sont parfois différents de leur équivalent en caractère d'imprimerie, surtout les lettres г, д, и, й, et т. 
Typographiquement, les lettres minuscules sont très similaires à leur version en petite capitale, bien que parfois certaines fontes sophistiquées aient de petites capitales différentes des minuscules. Une police cyrillique (шрифт, chryft) n'a pas de fontes romaine ou italique, puisque ces termes proviennent de l'histoire typographique de l'Europe de l'Ouest. Par contre, il existe des formes raides (прямий, priamyi) et cursives (курсивний, kursyvnyi).
On emploie les guillemets français (doubles chevrons), mais sans espaces, et une virgule double suivie d'une apostrophe retournée double dans le cas d'une citation au sein d'une autre citation.
| standard      | standard        | alternatif      | alternatif      |
| double        | simple          | double          | simple          |
| ------------- | --------------- | --------------- | --------------- |
| «цитата»      | ‹цитата›        | „цитата“        | ‚цитата‘        |
| U+00AB U+00BB | U+2039 U+203A   | U+201E U+201F   | U+201A U+201B   |
| &#171; &#187; | &#8249; &#8250; | &#8222; &#8223; | &#8218; &#8219; |

## Codage de l'ukrainien
Il existe différents codages pour l'ukrainien en informatique.

### ISO/CEI 8859-5
Il manque la lettre ґ à l'encodage ISO/CEI 8859-5.

### KOI8-U
KOI8-U signifie Код обміни інформації 8—український, « Code pour l'échange d'information 8—Ukrainien », analoge à l'ASCII. L'encodage KOI8-U est la version ukrainienne du KOI8-R, destinée uniquement au russe.

### Unicode
L'ukrainien se trouve dans les blocs Cyrillique (U+0400 à U+04FF) et Cyrillique supplémentaire (U+0500 to U+052F) d'Unicode. Les caractères de la plage U+0400–U+045F sont les caractères ISO/CEI 8859-5 remontés de 864 cases.
Dans le tableau ci-dessous, les titres des caractères ukrainiens indiquent leur information Unicode et leur code HTML. Placez le pointeur de la souris sur une case pour en connaître le contenu.
|      |  | 0 | 1 | 2 | 3 | 4 | 5 | 6 | 7 | 8 | 9 | A | B | C | D | E | F |
| 0400 |  | Ѐ | Ё | Ђ | Ѓ | Є | Ѕ | І | Ї | Ј | Љ | Њ | Ћ | Ќ | Ѝ | Ў | Џ |
| 0410 |  | А | Б | В | Г | Д | Е | Ж | З | И | Й | К | Л | М | Н | О | П |
| 0420 |  | Р | С | Т | У | Ф | Х | Ц | Ч | Ш | Щ | Ъ | Ы | Ь | Э | Ю | Я |
| 0430 |  | а | б | в | г | д | е | ж | з | и | й | к | л | м | н | о | п |
| 0440 |  | р | с | т | у | ф | х | ц | ч | ш | щ | ъ | ы | ь | э | ю | я |
| 0450 |  | ѐ | ё | ђ | ѓ | є | ѕ | і | ї | ј | љ | њ | ћ | ќ | ѝ | ў | џ |
| 0460 |  | Ѡ | ѡ | Ѣ | ѣ | Ѥ | ѥ | Ѧ | ѧ | Ѩ | ѩ | Ѫ | ѫ | Ѭ | ѭ | Ѯ | ѯ |
| 0470 |  | Ѱ | ѱ | Ѳ | ѳ | Ѵ | ѵ | Ѷ | ѷ | Ѹ | ѹ | Ѻ | ѻ | Ѽ | ѽ | Ѿ | ѿ |
| 0480 |  | Ҁ | ҁ | ҂ | ҃  | ҄  | ҅  | ҆  | ҇  | ҈  | ҉  | Ҋ | ҋ | Ҍ | ҍ | Ҏ | ҏ |
| 0490 |  | Ґ | ґ | Ғ | ғ | Ҕ | ҕ | Җ | җ | Ҙ | ҙ | Қ | қ | Ҝ | ҝ | Ҟ | ҟ |
| 04A0 |  | Ҡ | ҡ | Ң | ң | Ҥ | ҥ | Ҧ | ҧ | Ҩ | ҩ | Ҫ | ҫ | Ҭ | ҭ | Ү | ү |
| 04B0 |  | Ұ | ұ | Ҳ | ҳ | Ҵ | ҵ | Ҷ | ҷ | Ҹ | ҹ | Һ | һ | Ҽ | ҽ | Ҿ | ҿ |
| 04C0 |  | Ӏ | Ӂ | ӂ | Ӄ | ӄ | Ӆ | ӆ | Ӈ | ӈ | Ӊ | ӊ | Ӌ | ӌ | Ӎ | ӎ | ӏ |
| 04D0 |  | Ӑ | ӑ | Ӓ | ӓ | Ӕ | ӕ | Ӗ | ӗ | Ә | ә | Ӛ | ӛ | Ӝ | ӝ | Ӟ | ӟ |
| 04E0 |  | Ӡ | ӡ | Ӣ | ӣ | Ӥ | ӥ | Ӧ | ӧ | Ө | ө | Ӫ | ӫ | Ӭ | ӭ | Ӯ | ӯ |
| 04F0 |  | Ӱ | ӱ | Ӳ | ӳ | Ӵ | ӵ | Ӷ | ӷ | Ӹ | ӹ | Ӻ | ӻ | Ӽ | ӽ | Ӿ | ӿ |
| 0500 |  | Ԁ | ԁ | Ԃ | ԃ | Ԅ | ԅ | Ԇ | ԇ | Ԉ | ԉ | Ԋ | ԋ | Ԍ | ԍ | Ԏ | ԏ |
| 0510 |  | Ԑ | ԑ | Ԓ | ԓ | Ԕ | ԕ | Ԗ | ԗ | Ԙ | ԙ | Ԛ | ԛ | Ԝ | ԝ | Ԟ | ԟ |
| 0520 |  | Ԡ | ԡ | Ԣ | ԣ | Ԥ | ԥ | Ԧ | ԧ | Ԩ | ԩ | Ԫ | ԫ | Ԭ | ԭ | Ԯ | ԯ |